# Гренобль
Грено́бль (фр. Grenoble) — місто та муніципалітет на південному сході Франції, у регіоні Овернь-Рона-Альпи, адміністративний центр департаменту Ізер. Гренобль розташований біля підніжжя Альп, оточений гірськими масивами. Населення — 157 477 осіб (01.01.2021).
Муніципалітет розташований на відстані близько 490 км на південний схід від Парижа, 95 км на південний схід від Ліона.

## Історія
У III столітті аллоброги побудували на місці нинішнього міста укріплене поселення під назвою Куларо. У 380 році, при римському імператорові Граціані, місто отримало назву Граціанополь.
З 1349 року, коли дофін В'єнський продав свою землю Франції, Гренобль був столицею провінції Дофіне.
У 1968 році в місті провели X Зимові Олімпійські ігри.

## Визначні місця
- Бастилія — фортеця першої половини XIX століття на схилі однієї з навколишніх вершин з видом на Гренобль. Це одна з найвідвідуваніших туристами пам'ятка в місті. До оглядових майданчиків, обладнаних на фортечних спорудах, 1934 року була прокладена лінія підвісної канатної дороги.
- Музей археології Сен-Лоран — тут зберігаються колекції знахідок різних археологічних експедицій. Установа розташована в будівлі бенедиктинської церкви XII століття.
- Будівля Гренобльського парламенту — тут засідав вищий судовий орган Дофіне, будівля споруджена між 1478 і 1539 роками.
- Музей Гренобля містить археологічні експонати з історії стародавнього Єгипту, Греції та Риму.

## Наука
Гренобльський університет заснований у 1339 році. Це один з найстаріших університетів країни. 1970 року в ході реорганізації вищої освіти університет розділено на три автономні заклади.
Муніципальна бібліотека Гренобля була заснована 1792 року і має нині близько 800 000 одиниць зберігання.
Нині в місті є 4 вищі навчальні заклади: Університет Жозефа Фур'є (Université Joseph Fourier — UJF [Архівовано 22 червня 2006 у Wayback Machine.])(фізика, математика, медицина), іноді ще називається «Гренобль-1» за старою номенклатурою, входить до п'ятірки провідних університетів Франції з 2005 р., Університет П'єра Мендеса (Université Pierre Mendès France — UPMF) або «Гренобль-2» (економіка і управління), Університет Стендаля (Université Stendhal), він же «Гренобль-3» (гуманітарні науки), і Національний політехнічний інститут Гренобля (Institut National Polytechnique de Grenoble — INPG [Архівовано 21 жовтня 2007 у Wayback Machine.]) (інженерія, інформатика, прикладна фізика й математика).
У Греноблі також є одне з відділень Комісаріату з атомної енергетики. Є інститут Лаує-Ланжевена (ILL) [Архівовано 23 листопада 2007 у Wayback Machine.], у якому розташовані найпотужніший високопотоковий дослідницький ядерний реактор у світі та джерело синхротронного випромінювання ESRF (European Synchrotron Radiation Facility [Архівовано 16 листопада 2006 у Wayback Machine.]). Гренобль, таким чином, по праву вважається одним із найбільших наукових центрів у Франції.

## Демографія
Динаміка населення (Insee ·  і Cassini ):
Розподіл населення за віком та статтю (2006):
| Стать | Всього | До 15 років | 15-24  | 25-44  | 45-64  | 65-85  | Понад 85 |
| --- | ------ | ----------- | ------ | ------ | ------ | ------ | -------- |
| Чоловіки | 75 717 | 11 390      | 17 323 | 23 841 | 13 996 | 8214   | 953      |
| Жінки | 80 370 | 10 348      | 17 498 | 21 911 | 16 193 | 12 020 | 2400     |
| \| Статево-вікова піраміда \| Статево-вікова піраміда \| Статево-вікова піраміда \| \| ----------------------- \| ----------------------- \| ----------------------- \| \| Чоловіки \| Вік \| Жінки \| \| 953 \| 85 + \| 2400 \| \| 1558 \| 80-84 \| 2609 \| \| 1981 \| 75-79 \| 3276 \| \| 2318 \| 70-74 \| 3171 \| \| 2357 \| 65-69 \| 2964 \| \| 2783 \| 60-64 \| 3341 \| \| 3608 \| 55-59 \| 4233 \| \| 3727 \| 50-54 \| 4377 \| \| 3878 \| 45-49 \| 4242 \| \| 4030 \| 40-44 \| 4256 \| \| 4744 \| 35-39 \| 4508 \| \| 6472 \| 30-34 \| 5627 \| \| 8595 \| 25-29 \| 7520 \| \| 11 644 \| 20-24 \| 11 466 \| \| 5679 \| 15-20 \| 6032 \| \| 3431 \| 10-14 \| 3119 \| \| 3607 \| 5-9 \| 3154 \| \| 4352 \| 0-4 \| 4075 \| |        |             |        |        |        |        |          |
| Статево-вікова піраміда |        |             |        |        |        |        |          |
| Чоловіки | Вік    | Жінки       |        |        |        |        |          |
| 953 | 85 +   | 2400        |        |        |        |        |          |
| 1558 | 80-84  | 2609        |        |        |        |        |          |
| 1981 | 75-79  | 3276        |        |        |        |        |          |
| 2318 | 70-74  | 3171        |        |        |        |        |          |
| 2357 | 65-69  | 2964        |        |        |        |        |          |
| 2783 | 60-64  | 3341        |        |        |        |        |          |
| 3608 | 55-59  | 4233        |        |        |        |        |          |
| 3727 | 50-54  | 4377        |        |        |        |        |          |
| 3878 | 45-49  | 4242        |        |        |        |        |          |
| 4030 | 40-44  | 4256        |        |        |        |        |          |
| 4744 | 35-39  | 4508        |        |        |        |        |          |
| 6472 | 30-34  | 5627        |        |        |        |        |          |
| 8595 | 25-29  | 7520        |        |        |        |        |          |
| 11 644 | 20-24  | 11 466      |        |        |        |        |          |
| 5679 | 15-20  | 6032        |        |        |        |        |          |
| 3431 | 10-14  | 3119        |        |        |        |        |          |
| 3607 | 5-9    | 3154        |        |        |        |        |          |
| 4352 | 0-4    | 4075        |        |        |        |        |          |

## Економіка
2010 року серед 109 148 осіб працездатного віку (15—64 років) 75 271 була активною, 33 877 — неактивними (показник активності 69,0%, у 1999 році було 63,3%). З 75 271 активної мешканців працювали 65 092 особи (33 929 чоловіків та 31 163 жінки), безробітними було 10 179 (5190 чоловіків та 4989 жінок). Серед 33 877 неактивних 21 412 осіб було учнями чи студентами, 4972 — пенсіонерами, 7493 були неактивними з інших причин.
У 2010 році в муніципалітеті налічувалось 71523 оподатковані домогосподарства, у яких проживали 144226,5 осіб, медіана доходів виносила 18 596 євро на одного особоспоживача

## Транспорт
У 1987 році в місті відкрилася перша лінія сучасного трамваю, станом на літо 2019 року в Греноблі функціонує 5 трамвайних ліній загальною довжиною понад 42 км. Раніше в місті також існувала розвинена тролейбусна мережа, але вона була ліквідована наприкінці 1990-х.

## Українці в Гренобль
У 1920-1930 роках у Греноблі існувала місцева українська громада, також діяла філія Товариства бувших вояків Армії УНР.

## Галерея

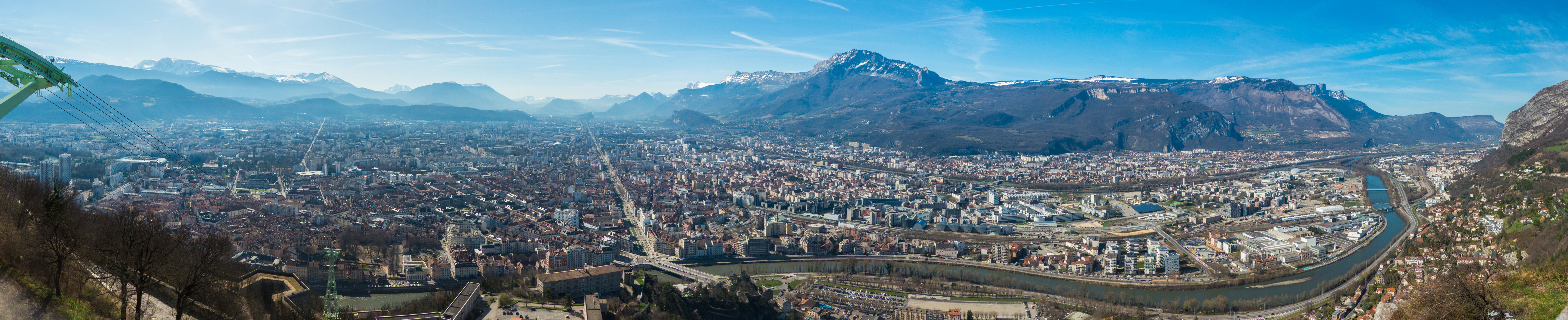
Панорама Гренобля

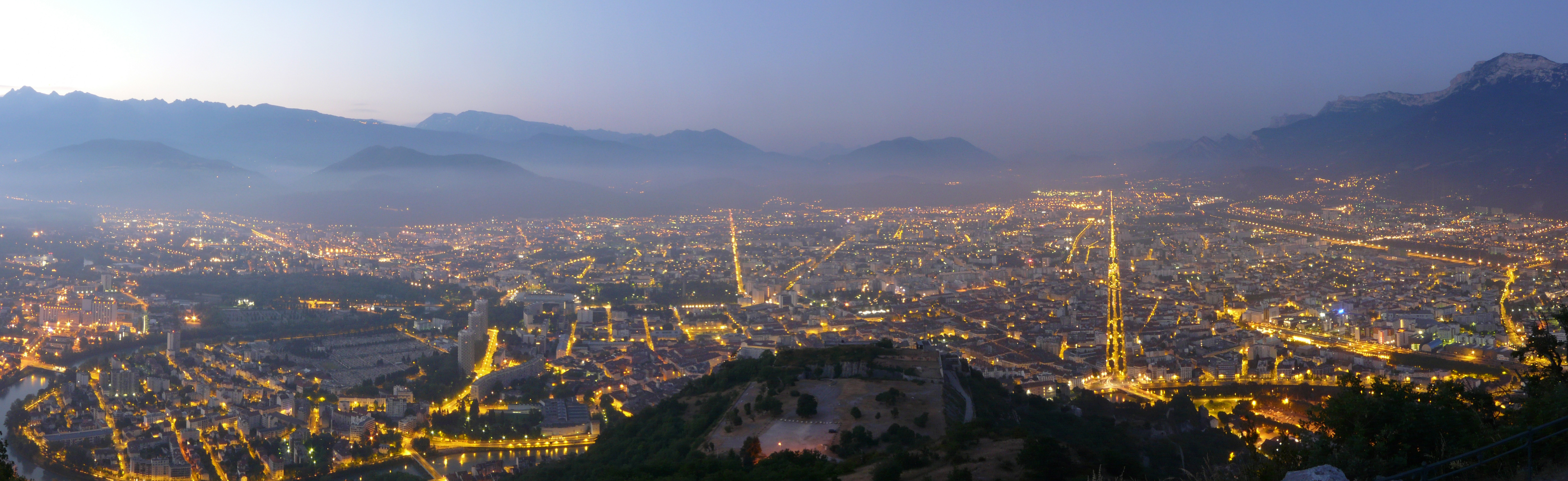
Гренобль уночі

## Уродженці
- Абрахам Патрас (1671—1737) — генерал-губернатор Нідерландської Ост-Індії (з 1735 року).
- Стендаль (1783—1842) — французький письменник.
- Ерик Льом (* 1967) — французький письменник.